# Neuville-sur-Seine
Neuville-sur-Seine ist eine französische Gemeinde mit 383 Einwohnern (Stand: 1. Januar 2022) im Département Aube in der Region Grand Est; sie gehört zum Arrondissement Troyes und zum Kanton Bar-sur-Seine. Die Einwohner werden Musséens genannt.

## Geographie
Neuville-sur-Seine liegt etwa 37 Kilometer südöstlich von Troyes an der Seine. Umgeben wird Neuville-sur-Seine von den Nachbargemeinden Buxeuil im Norden, Celles-sur-Ource im Norden und Nordosten, Landreville im Nordosten, Gyé-sur-Seine im Osten und Süden, Les Riceys im Süden und Südwesten sowie Balnot-sur-Laignes im Westen.
Durch die Gemeinde führt die frühere Route nationale 71 (heutige D671). 

## Bevölkerungsentwicklung
| Jahr                       | 1962 | 1968 | 1975 | 1982 | 1990 | 1999 | 2006 | 2019 |
| Einwohner                  | 429  | 391  | 380  | 346  | 357  | 351  | 367  | 415  |
| Quellen: Cassini und INSEE |      |      |      |      |      |      |      |      |

## Sehenswürdigkeiten
- Kirche Nativité-de-la-Vierge aus dem 12. Jahrhundert, Umbauten aus dem 16. Jahrhundert
- Kapelle Saint-Philomène aus dem Jahre 1843
- Kolossalstatue Notre-Dame des Vignes von 1864